# Ligue d'Oran de Football Association
La Ligue d'Oranie de Football Association, acronimo LOFA, chiamata anche Ligue d'Oranie de football o Ligue d'Oranie, è stata un'organizzazione calcistica attiva in Algeria durante l'era coloniale francese. 
Fondata nel 1919 con l'obiettivo di sviluppare il calcio nel distretto di Orano, sospese l'attività per alcuni anni durante la seconda guerra mondiale, per poi riprendere a operare nel 1946. Infine cessò ogni attività nel 1962, dopo la fine della guerra d'Algeria. Con l'indipendenza del paese nordafricano si verificò l'esodo di massa dei coloni verso la Francia metropolitana e il conseguente abbandono delle società sportive gestite dai "coloni" nonché delle loro strutture.
Era affiliata alla Federcalcio francese con altre quattro leghe nordafricane: Costantina, Algeri, Tunisia e Marocco. La LOFA aveva quindi, come le sue quattro "sorelle", lo status di "lega".

## Storia
Orano è stato il primo punto d'approdo del calcio nel Maghreb alla fine del XIX secolo. Il Club des Joyeusetés di Orano, fondato il 14 aprile 1894, annunciò la nascita della propria sezione calcistica il 10 luglio 1897. L'Athletic Club di Orano, fondato il 5 febbraio 1897, istituì la propria sezione calcistica lo stesso giorno del CDJ. Orano è quindi la culla del calcio nel Nord Africa francese e questi due club ne sono i decani.
All'inizio del XX secolo furono organizzate le prime competizioni non ufficiali sotto forma di tornei organizzati dagli stessi club partecipanti. Nel 1913 nacque il comitato nordafricano dell'Union des sociétés françaises de sports athlétiques che divenne così la prima organizzazione calcistica ufficiale. Questo sodalizio è poi confluito nel 1919 dalla neonata Federazione francese di calcio.